# 시사1번지
《시사1번지》는 대한민국 광주광역시·전라남도 민영방송사 kbc의 라디오 kbc MyFM(광주·전남 중북부,전남 서남부 FM 101.1㎒/전남 영광 FM 104.3㎒/전남 동부권 FM 96.7㎒/전남 광양 FM 90.7㎒)에서 박영환 앵커의 진행으로 방송되는 라디오 시사 프로그램이다.

## 프로그램 소개
kbc 서울광역센터에서 여의도 정가 소식을 생생하고, 깊이 있게 전달합니다.

### 현재 진행자
현재 진행자는 2023년 5월 1일부터를 기준으로 한다.
- 박영환 (남) - 한국방송공사의 前 기자

### 역대 진행자
| 역대 | 진행자               | 진행 기간                          | 비고 |
| ---- | -------------------- | ---------------------------------- | ---- |
| 1대  | 백운기 프리랜서 앵커 | 2021년 10월 25일 ~ 2023년 4월 28일 |      |
| 2대  | 박영환 前 KBS 기자   | 2023년 5월 1일 ~ 현재              |      |